# Грм (Іванчна Гориця)
Грм (словен. Grm) — поселення в общині Іванчна Гориця, Осреднєсловенський регіон, Словенія. Висота над рівнем моря: 330,7 м.